# Schiefergas

Schematische Darstellung der Erdöl- und Erdgasförderung aus konventionellen und unkonventionellen Lagerstätten. Ganz rechts die Schiefergaslagerstätte im „Schiefergestein“.

Schiefergas (englisch shale gas) ist in Tonsteinen enthaltenes Erdgas. Schiefergas gilt als „unkonventionelles“ Erdgas im Gegensatz zu „konventionellem“ Erdgas, das aus Lagerstätten in grobkörnigeren Gesteinen stammt und sich in sogenannten Erdgasfallen angesammelt hat.

## Etymologie
Die Bezeichnung Schiefergas rührt von der traditionellen Verwendung des Begriffes Schiefer für gut spaltbare Gesteine jeglicher Art her. Darunter fielen auch ungefaltete Tonsteine, aus denen heute Schiefergas gefördert wird. In der geologischen Fachsprache wird Schiefer heute nur noch für gefaltete Tonsteine (Tonschiefer) oder bestimmte metamorphe Gesteine (kristalline Schiefer) verwendet. Diese Gesteine enthalten kein Gas mehr oder enthielten nie welches. Dennoch hat sich die Bezeichnung Schiefergas erhalten.

## Entstehung
Die Entstehung von Schiefergas entspricht den ersten Schritten der Entstehung von konventionellem Erdgas. Erdgas bildet sich (reift) zunächst in einem an organischer Substanz reichen Tonstein, dem sogenannten Muttergestein. Um zu konventionellem Erdgas zu werden, muss es aus dem Muttergestein austreten und anschließend im Porenraum relativ durchlässiger (permeabler) Gesteine in eine Lagerstätte (Erdgasfalle) wandern (migrieren). Ist jedoch der Muttergesteinshorizont nach oben und unten durch undurchlässiges (impermeables) Gestein abgeschottet, kann das Gas nicht entweichen und verbleibt im Muttergestein. Dieses heute noch im Muttergestein befindliche Gas wird Schiefergas genannt.

## Kohlenstoffisotope und anthropogene Methanemissionen
Schiefergas weist im Vergleich zum Erdgas konventioneller Lagerstätten geringere (‚leichtere‘) δ13C-Werte auf, das heißt, es ist angereichert mit dem leichteren Kohlenstoffisotop 12C. Dies wird damit erklärt, dass konventionelles Erdgas während der Migration und in der Lagerstätte teilweise biogenen (Bakterien) oder thermischen Oxidationsprozessen unterworfen ist, in die vorzugsweise das leichtere 12C involviert ist.
Somit sind Rückschlüsse auf den Beitrag der Schiefergasförderung auf die globalen Methanemissionen möglich. Da der δ13C-Wert des atmosphärischen Methans seit Mitte der 2000er Jahre gesunken ist, während die Methanemissionen gestiegen sind, wurde angenommen, dass dieser Anstieg vorwiegend durch rezent-biogenes Methan verursacht wurde (tropische Feuchtgebiete, Reisanbau, Viehhaltung). Stattdessen könnte das Absinken des δ13C-Wert aber zu einem erheblichen Teil durch Methanemissionen aus der Schiefergasförderung bedingt sein (vgl. Treibhausgas-Immission durch Hydraulic Fracturing), was auf einen erheblichen Beitrag der Schiefergasförderung zum Gesamteintrag des sehr effektiven Treibhausgases Methan in die Erdatmosphäre hindeutete.

## Eigenschaften und Vorkommen gasführender Tonsteinformationen

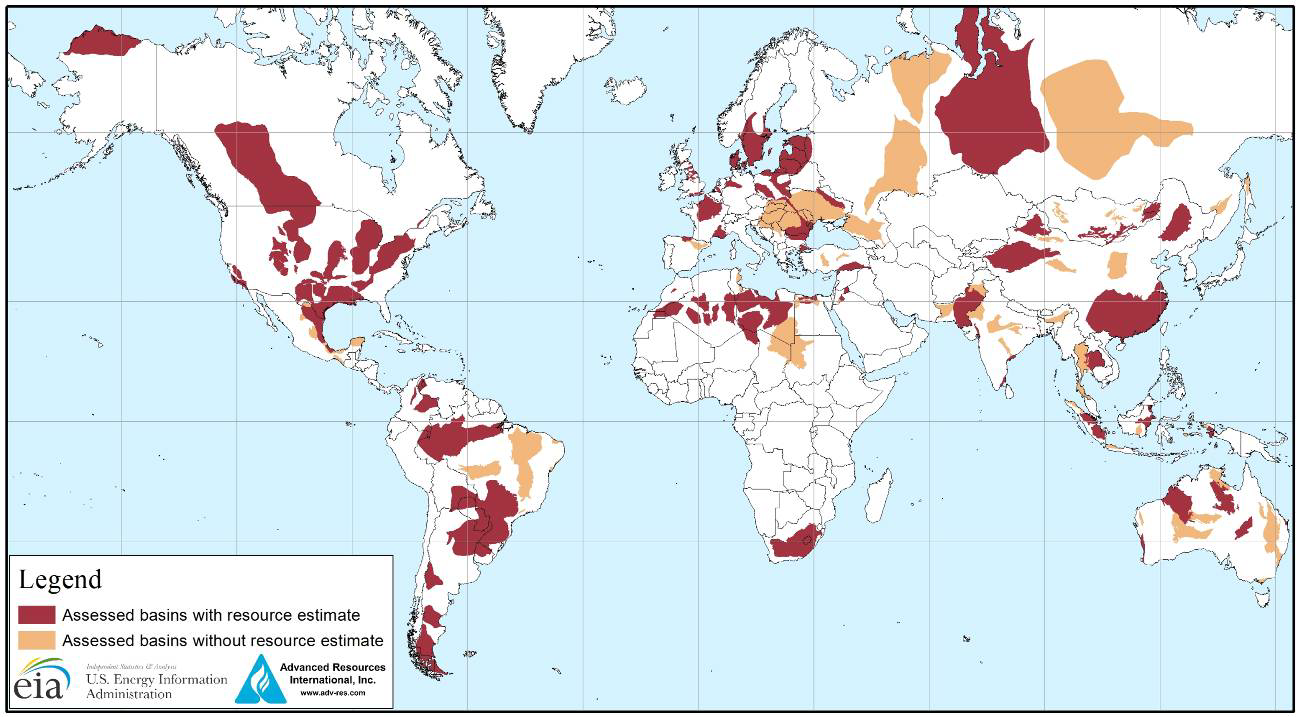
Weltkarte mit gasführenden Tonsteinformationen

Tonsteinformationen, die wirtschaftlich gewinnbare Gasmengen enthalten, haben einige gemeinsame Eigenschaften. Es handelt sich meist um geologisch ältere (paläozoische oder gar proterozoische) marine Sedimentgesteine, die reich an organischem Material (0,5 bis 25 %) sind. Für die Schiefergasförderung geeignete Schichten müssen spröde genug sein, damit natürlich entstandene oder künstlich erzeugte Risse sich unter dem lithostatischen Druck in der Tiefe nicht wieder verschließen. Mitunter geht relativ starke natürliche Gammastrahlung (betreffende Tonsteine werden im Englischen hot shales genannt) mit einem hohen Kohlenstoffgehalt einher. Solche Tonsteinschichten gelten als besonders ergiebig. Die in Tonsteinen gespeicherte Gasmenge pro Volumeneinheit Wirtsgestein ist jedoch generell geringer als in konventionellen Lagerstätten.
Das Gas befindet sich teils in natürlichen Rissen oder fein verteilt in den nicht miteinander verbundenen Gesteinsporen, teils ist es an Tonpartikeln adsorbiert. Bei der Förderung mittels Hydraulic Fracturing wird das nicht-adsorbierte Gas unmittelbar freigesetzt, während das adsorbierte Gas erst verzögert infolge des Druckabfalles, den das Gestein durch Anbohren und Frakturierung erfährt, desorbiert.
Gasführende Tonsteine finden sich – ähnlich wie auch konventionelle Erdgaslagerstätten – überall dort auf der Welt, wo die Kratone oder jüngere Faltengürtel von weitgehend ungefalteten Plattformsedimenten überlagert werden. Zu diesen Regionen gehören unter anderem die Kontinentale Plattform Nordamerikas (interior platform), die Osteuropäische Plattform, das Pariser Becken, das Norddeutsch-Polnische Becken oder auch das Karoo-Becken. Kommerzielle Schiefergasförderung wird bislang (Stand: 2015) jedoch nur in wenigen dieser Regionen betrieben. Die Länder mit den größten technisch förderbaren Reserven im westlichen Europa sind Frankreich und Polen mit geschätzt jeweils rund 4 Billionen Kubikmetern.

### Vereinigte Staaten

Schiefergasproduktion in den USA nach Formation
(in Mrd. Kubikfuß/Tag)

Eines der größten bekannten Vorkommen in den USA befindet sich in der Marcellus-Formation. Sie besteht überwiegend aus Schwarzschiefern sowie untergeordnet hellen Schiefertonen und Kalksteinen des Mitteldevons und erstreckt sich auf einer Fläche von knapp 250.000 Quadratkilometern am östlichen Rand der Nordamerikanischen Plattform.
Die EIA, die nationale Energiestatistikbehörde der USA, prognostizierte im Jahr 2014 für den Zeitraum bis 2040 eine Gesamtfördermenge aus den sieben bedeutendsten schiefergasführenden Formationen von 10,6 Billionen Kubikmetern (377 Billionen Kubikfuß) mit einer Tagesförderung aus diesen Formationen von 1,18 Milliarden Kubikmetern (41,8 Milliarden Kubikfuß) im Jahre 2040. Kritiker der kohlenstoffbasierten Energiewirtschaft betrachteten diese Zahlen jedoch als viel zu optimistisch, hielten es sogar für möglich, dass aus geologischen und ökonomischen Gründen bereits spätestens im Jahr 2017 das Fördermaximum in den „top seven“ erreicht sein würde.
Nach einem Preisrückgang in den Jahren 2014 und 2015 hat sich der Erdgaspreis auf dem nationalen Gasmarkt ab Mitte 2016 bei Werten um 3 US-Dollar pro MMBTU (26,4 m³) auf niedrigem Niveau stabilisiert. Daher haben die US-amerikanischen Schiefergasförderer Probleme, profitabel zu wirtschaften. So sank von Juni 2013 bis Juni 2019 der Wertanteil von Öl- und Gasaktien am US-Aktienindex S&P 500 um 4,6 % auf 8,7 %, und ca. 175 Unternehmen mussten von Juni 2015 bis Juni 2019 Gläubigerschutz beantragen. Nichtsdestoweniger stieg nach Schätzungen der US-Energieinformationsbehörde EIA die mittlere tägliche Fördermenge von Schiefergas von Juni 2015 bis Juni 2019 von 43,5 auf 68,5 Milliarden Kubikfuß, das heißt um 57 %, an.

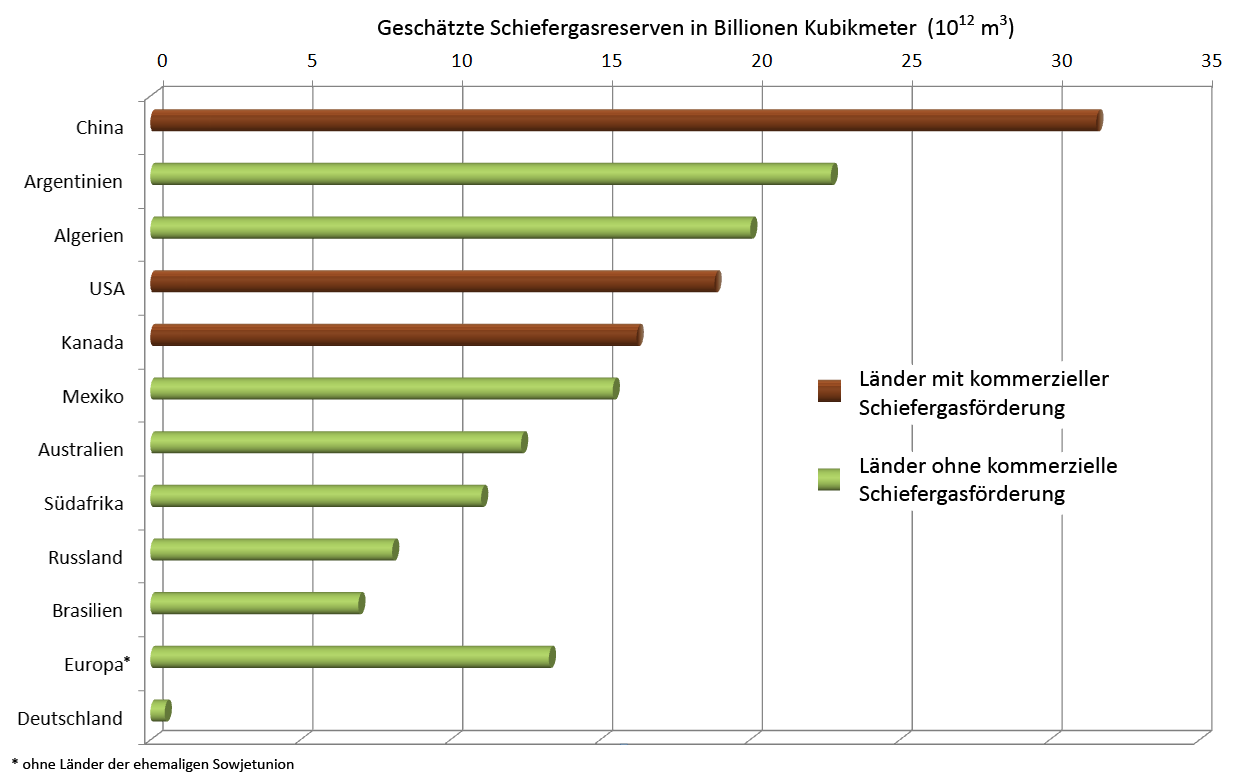
Nach einer Schätzung der US-Energiestatistikbehörde aus dem Jahr 2013 ist China weltweit das Land mit den größten Schiefergasreserven

### China
China verfügt verschiedenen Schätzungen zufolge über mindestens 20 Billionen Kubikmeter technisch förderbare Schiefergasreserven. Lagerstätten befinden sich in fast allen Teilen des Landes, speziell im Tarimbecken und im Junggarbecken im Nordwesten, im Songliao-Becken im Nordosten und im Sichuan-Becken im Süden. Die gasführenden Tonsteinformationen entstammen überwiegend mariner Ablagerung und sind meist paläozoischen Alters. Weil die Sedimentbecken Chinas infolge ihrer komplexen geologischen Geschichte eine relativ komplizierte Tektonik besitzen, ist die Schiefergasförderung dort technisch deutlich anspruchsvoller als in weiten Teilen der USA. Als geologisch besonders geeignet gilt das Sichuan-Becken. Dort wurden auch die ersten erfolgreich verlaufenen Tests für die kommerzielle Schiefergasförderung durchgeführt, mit der ersten gefrackten Vertikalbohrung im Jahr 2009 (Bohrung „Wei-201“, mit Förderraten von 150.000 m³/Tag im Jahr 2010) und der ersten gefrackten Horizontalbohrung im Jahr 2011 (Bohrung „Wei-201-H1“). Im Jahr 2013 betrug die Fördermenge von Schiefergas in China 200 Millionen Kubikmeter, was zwar nicht einmal 0,2 % der gesamten Erdgasförderung im Land ausmachte, aber im Vergleich zum Vorjahr (30 Millionen Kubikmeter) eine Steigerung um fast 600 % bedeutete.

### Deutschland

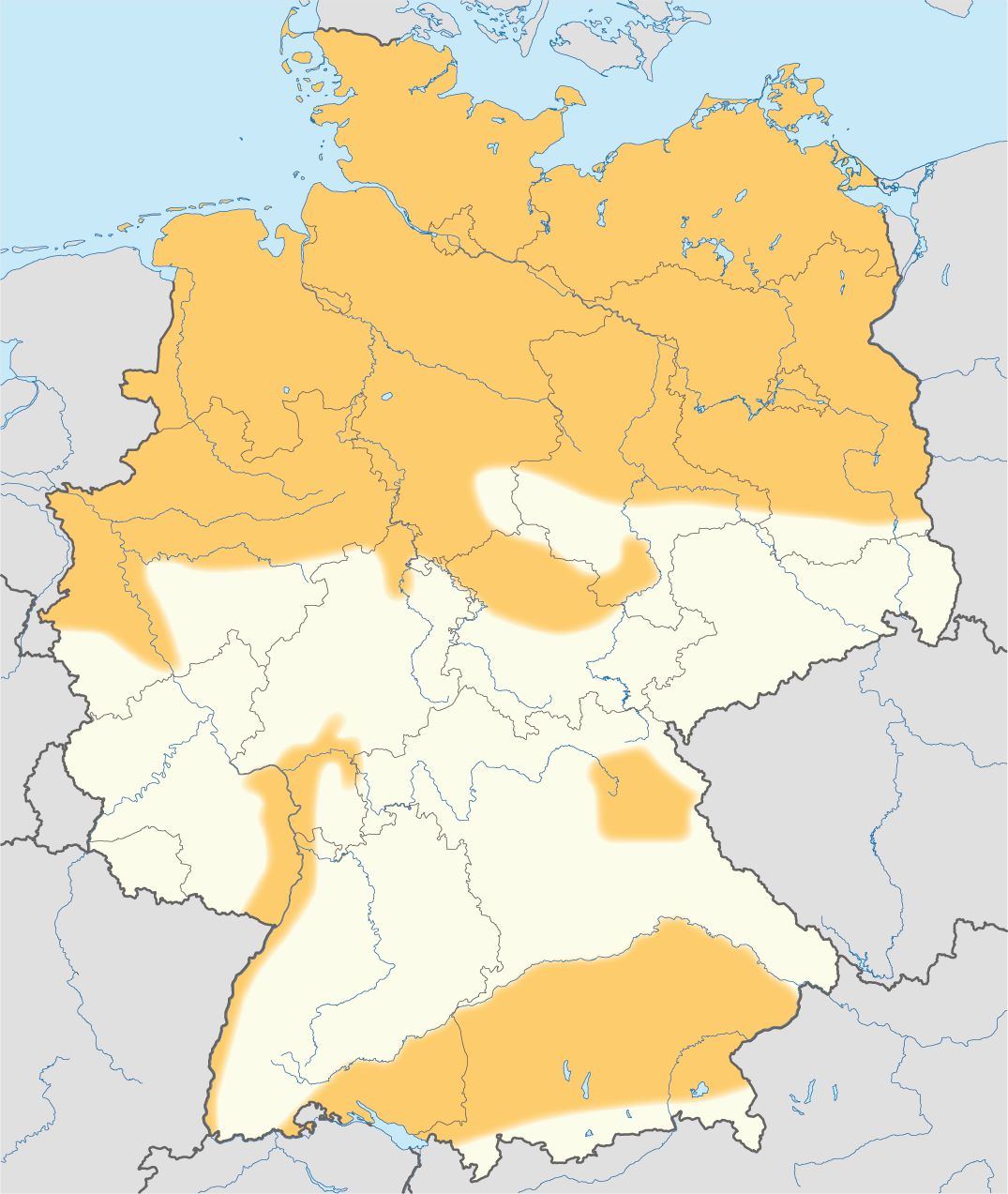
Gebiete mit Schiefergaspotenzialen in Deutschland (in orange)

Laut Schätzungen der Bundesanstalt für Geowissenschaften und Rohstoffe belaufen sich die Gesamtvorkommen von Schiefergas („gas in place“) auf mindestens 7 Billionen Kubikmeter (maximal 23 Billionen), von denen sich mindestens etwa 10 % (maximal 35 %) mittels Fracking technisch fördern ließen, das heißt, die Schiefergasressourcen betragen mindestens 700 Milliarden Kubikmeter (entspricht ca. dem 7-fachen Jahresverbrauch der BRD im Jahr 2010). Dies übertrifft die konventionellen Erdgasressourcen (150 Milliarden Kubikmeter) und wirtschaftlichen Reserven (146 Milliarden Kubikmeter) um mehr als das Doppelte. Für die Schiefergasförderung kommen zahlreiche geologische Horizonte in Frage, insbesondere Alaunschiefer und Gesteine der Kulm- und Kohlenkalk-Fazies des norddeutschen Unterkarbon (Tiefenlage 1050 bis 5000 Meter), der Posidonienschiefer des nord- und süddeutschen Unterjura (Tiefenlage 1550 bis 2150 Meter) sowie organikreiche Tonsteine der norddeutschen Unterkreide („Wealden“, Tiefenlage 1300 bis 1660 Meter).

## Gewinnung

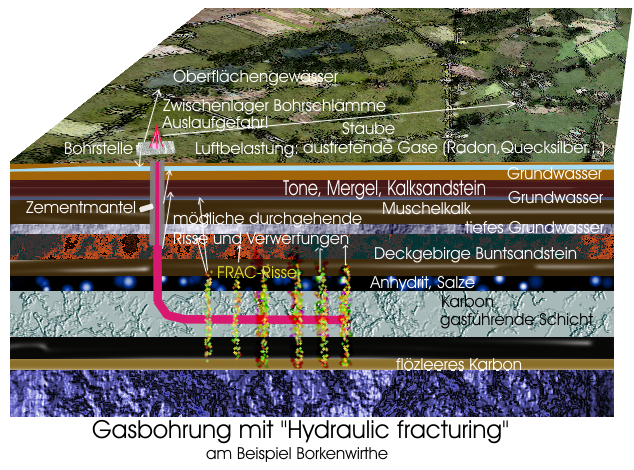
Schema einer Förderbohrung

Schiefergas wird hauptsächlich durch Hydraulic Fracturing (kurz Fracking,  hydraulische Rissbildung) gewonnen.
Tonstein hat eine geringe Permeabilität, und Schiefergasförderung in kommerziellem Maßstab benötigt Risse, die diese Durchlässigkeit gewährleisten. Schiefergas wird bereits seit langer Zeit aus Formationen mit vielen natürlichen Rissen gefördert.
Durch Richtbohren entstehen horizontale Bohrlöcher, die die Austrittsfläche für das im Schiefergestein gelagerte Erdgas erhöhen. Eine unter hohem Druck eingepresste Flüssigkeit („Fracfluid“: Wasser, Sand und Chemikalien) erzeugt rund um den Bohrstrang eine gasdurchlässige Struktur. Gegen Fracking gibt es massive Umweltschutz-Bedenken.